# Топорок (Иркутская область)
Топорок — посёлок при станции в Тайшетском районе Иркутской области России. Входит в состав Квитокского муниципального образования. 

## География
Находится примерно в 34 км к северо-востоку от районного центра.

## История
Возник как поселение при железнодорожной станции Топорок Восточно-Сибирской ЖД.

## Население
| 2002 | 2010 | 2011 | 2012 |
| ---- | ---- | ---- | ---- |
| 37   | ↗41  | →41  | ↗42  |

### Историческая численность населения
По данным Всероссийской переписи, в 2010 году в посёлке при станции проживал 41 человек (20 мужчин и 21 женщина).

## Транспорт
Развит железнодорожный транспорт.
Выезд на автодорогу регионального значения 25Н-425